# تپه ممی آقچلی
تپه ممی آقچلی مربوط به عصر آهن - است و در شهرستان آزادشهر، بخش مرکزی، روستای ممی آقچلی واقع شده و این اثر در تاریخ ۳۰ تیر ۱۳۸۴ با شمارهٔ ثبت ۱۲۲۳۹ به‌عنوان یکی از آثار ملی ایران به ثبت رسیده است.